# Floating on a Dream
Floating on a Dream es el primer álbum de estudio por el músico estadounidense Avriel Kaplan, con un lanzamiento previsto para el 20 de mayo de 2022 a través de Fantasy Records. Será el primer álbum de estudio de Kaplan desde su salida del grupo acappella Pentatonix en 2017. El álbum está producido en su totalidad por Shooter Jennings y cuenta con la participación especial de Joy Williams.

## Antecedentes
El 12 de mayo de 2017, Avriel Kaplan anunció que dejaría el grupo a cappella Pentatonix después de seis años. En un video que anunciaba su partida, Kaplan declaró que, aunque disfrutaba estar en el grupo, le resultaba difícil mantenerse al día con su horario, lo que requería que pasara menos tiempo con su familia. Su última presentación con el grupo se llevó a cabo en Champlain Valley Fair en Essex Junction, Vermont el 3 de septiembre.
Antes de su anuncio, Kaplan comenzó a lanzar música como un artista independiente bajo el nombre de Avriel & the Sequoias. Su EP debut en solitario, Sage and Stone, fue lanzado el 9 de junio de 2017. Después de dejar el grupo, Kaplan se separó de RCA Records y continuó lanzando música en solitario. El 5 de noviembre de 2019, Kaplan anunció su segundo EP en solitario I'll Get By, cuyo lanzamiento estaba programado para el 24 de enero de 2020. Su lanzamiento se retrasó hasta el 28 de febrero debido a que Kaplan firmó con Fantasy Records.
El 15 de noviembre de 2021, Kaplan publicó el sencillo principal del álbum, «First Place I Go». El 15 de febrero de 2022, Kaplan anunció formalmente su primer álbum de estudio y lanzó su segundo sencillo, «All Is Well» con la cantante Joy Williams . El tercer sencillo del álbum, «I Can't Lie», fue lanzado el 11 de marzo.

## Lista de canciones
| Lista de canciones de Floating on a Dream |                                  |                                      |          |  |
| N.º                                       | Título                           | Escritor(es)                         | Duración |  |
| 1.                                        | «First Place I Go»               | Avi Kaplan Trent Dabbs               | 4:49     |  |
| 2.                                        | «Floating on a Dream»            |                                      |          |  |
| 3.                                        | «I'm on My Way»                  |                                      |          |  |
| 4.                                        | «He Don't Love You Right»        |                                      |          |  |
| 5.                                        | «I’m Only Getting Started»       |                                      |          |  |
| 6.                                        | «Try to Get It Right»            |                                      |          |  |
| 7.                                        | «I Can't Lie»                    | Kaplan Kaleb Jones                   | 3:00     |  |
| 8.                                        | «All Is Well» (con Joy Williams) | Kaplan Joy Williams Daniel Ellsworth | 2:57     |  |
| 9.                                        | «Into the Blue»                  |                                      |          |  |
| 10.                                       | «When I'm a Fool»                |                                      |          |  |
| 11.                                       | «My Queen»                       |                                      |          |  |

## Créditos
Créditos adaptados desde Fantasy Records.
Músicos
- Avi Kaplan – voces, guitarra
- Aubrey Richmond – violín
- Chris Masterson – guitarras
- Daniel Ellsworth – piano, órgano, sintetizador
- Jamie Douglass – batería, percusión
- John Schreffler, Jr. – guitarra de acero con pedal
- Joy Williams – voces (8)
- Kaleb Jones – guitarra
- Smith Curry – guitarra de acero con pedal
- Ted Russell Kamp – bajo eléctrico